# Athlético Marseille
Vous lisez un « bon article » labellisé en 2014.
Maillots
L'Athlético Marseille, plus couramment abrégé en Consolat, est un ancien club français de football fondé en 1964 à Marseille sous le nom de Groupe sportif Consolat et disparu en 2022.
Le club tirait son nom de la cité Consolat située dans le quartier marseillais de la Calade, au nord de la ville.
Créé en 1964 par des habitants de la cité de Consolat, quartier du nord de Marseille, le club est présidé de 1984 à 2018 par Jean-Luc Mingallon. Il permet à l'équipe fanion de gravir les échelons au fil des décennies malgré le contexte économique peu favorable dans lequel baigne l'institution depuis sa création. Cela se traduit par la progression du club depuis la Promotion de première division dans les années 1980 jusqu'à la montée en National en 2014.

## Histoire

### Repères historiques
La cité Consolat doit son nom à Maximin Dominique Consolat, maire de Marseille de 1832 à 1843. Ce dernier est notamment à l'origine de la création du Canal de Marseille permettant à la ville de bénéficier des eaux de la Durance.
Pour comprendre l'origine de la création du club, il faut remonter à l'époque des Trente Glorieuses. Les activités industrielles connaissent alors une croissance florissante : la réparation navale, les dockers, les usines ou encore les sociétés de transport sont autant de secteurs qui embauchent à tout va. Parallèlement à ce boom économique, la ville connaît des arrivées massives de populations issues des guerres de décolonisation. De nombreux logements sortent alors du sol comme des champignons pour accueillir une nouvelle population qui va être amenée à construire son propre tissu social. À l'époque, près de 4 000 logements sont dénombrés, ce qui représente un bassin de population d'environ 16 000 habitants. Ainsi, afin de créer une dynamique collective qui puisse assurer la cohésion des habitants de la cité, la solution qui est adoptée est la création d'activités sportives. En septembre 1963 est alors inauguré le stade Jean Lhote, figure emblématique du quartier, aujourd'hui dénommé stade José Anigo, en plein cœur de la cité Consolatienne.

### L'ère Manigand (1964-1970)
Le Groupe sportif Consolat est fondé le 20 juin 1964 par Claude Michel, un ecclésiastique, Maurice Boussuges, un chef de gare SNCF et Jean Manigand, un brigadier-chef des gardiens de la paix qui en sera le premier président,. Cette fondation intervient peu de temps après la construction de la cité Consolat dans les quartiers nord de Marseille. Consolat est alors implanté dans un quartier multiculturel, plutôt défavorisé, qui connait des problèmes de chômage et de violence. À la suite de la création de l'association Groupe Sportif Consolat, le premier président fondateur du club, Jean Manigand entouré de Claude Michel, André Salot et Gabriel Guérin, inscrit alors la nouvelle entité au District de Provence. La volonté des premiers dirigeants du club marseillais est la transmission des valeurs humaines de partage, d'effort et de fidélité par le biais du football avec comme objectif d'améliorer la vie quotidienne de la cité. Manigand anticipe les futurs problèmes de délinquance que vont rencontrer les habitants de la cité : il transmet des règles de vie commune et une certaine discipline aux différents jeunes joueurs des équipes du GS Consolat. Par son intermédiaire, la police réussit à nouer un vrai lien avec la population et faisait partie intégrante de la vie quotidienne de la cité.
Le club démarre l'aventure en deuxième division de district de Provence lors de la saison 1964-1965. À cette époque, une myriade de clubs amateurs marseillais est déjà implanté autour de Consolat : le SO Cité Saint-Louis, l’AS Kuhlmann, l’UMS Estaque Plage, le FC Saint-Henri, l’AS Saint-Antoine, la JSA Saint-Antoine, la Campagne Lévêque, les Aygalades ou encore le FC Saint-André. Le club remporte son premier trophée en 1965 : la Coupe Louis Crouzet, après avoir battu en demi-finale l'Olympique de Marseille de Rolland Courbis et battu en finale le CO Berre-l'Étang (4-1) à Aix-en-Provence.

### Les années Delouche puis Riquelme (1970-1978)
En 1970, c'est Alfred Delouche qui prend la présidence du club. Ce dernier va être à l'origine de plusieurs avancées pour le GS Consolat : la rénovation du stade Jean Lhote et l'achat d'une camionnette qui va permettre de répondre aux difficultés de déplacements rencontrées par les différentes équipes du club.
Le club change à nouveau de président en 1972 : c'est Joseph Riquelme, un retraité cheminot, qui prend la place d'Alfred Delouche. Le club doit faire face à un contexte économique compliqué lié à la crise pétrolière pour ses joueurs qui travaillent en majorité dans le secteur secondaire. Il connait alors plusieurs années de transition. Pour autant, le président Riquelme, surnommé Coco, parvient à consolider les structures du club et à entretenir le stade Jean-Lhote.

### L'époque Ortega (1978-1983)
En 1978, il passe le relais à François Ortega, un véritable passionné du club surnommé Tchoua. En 1979, le club termine champion de Division 1 de district et accède à la Promotion d'Honneur B (PHB) de la Ligue de la Méditerranée de football. À l'époque où le club évolue en PHB, les entraînements se faisaient deux fois par semaine dans la mesure où les joueurs étaient entièrement amateurs, et avaient un travail en dehors du football. Des dissension au sein de l'équipe dirigeante ont émaillé la fin du règne Ortega.

### Une transition agitée sous Tramutola (1983-1984)
Antoine Tramutola débarque à la présidence accompagné de son dauphin, Jean-Luc Mingallon. Le club est en perte de vitesse en même temps que les habitants du quartier voient arriver le chômage de masse. À la suite d'une troisième mi-temps trop alcoolisée à la buvette du club, un client de la buvette tire à vue deux coups de feu en direction d'un autre client. Ce dernier s'en va déposer ses bijoux au club avant d'en découdre. Aucun mort n'est à déplorer. Par la suite, la police découvre les bijoux au club et pense alors qu'il s'agit d'un règlement de comptes. Le président du club Antoine Tramutola est emmené en garde à vue avant d'être remis à juste titre en liberté. Tramutola convoque alors une assemblée extraordinaire pour signifier sa démission de la présidence du GS Consolat.
Après une saison sportive catastrophique pour toutes les sections du club, Tramutola quitte le club et est remplacé par le jeune Jean-Luc Mingallon.

### Une nouvelle dynamique avec l'arrivée de Mingallon (1984-1999)
En 1984, Jean-Luc Mingallon récupère un club en lambeaux : le terrain du stade Jean Lhote est en mauvais état, les jeux de maillots sont hors d'usage et les caisses du club sont presque réduites à néant. La dynamique sportive est également à l'arrêt.
L'objectif de Mingallon est de changer l'image du club des quartiers nord de Marseille : il affirme par ailleurs : « ce que je voulais, c’est qu’on arrête de parler de Consolat seulement à travers les faits divers ». Consolat évolue alors en Promotion de Première Division, le plus bas échelon de district. Pour son premier match en tant que président du club, le GS Consolat qui compte dans ses rangs Marc De Costanzi l'un des plus anciens joueurs du club, affronte l'AS Mazargues pour le compte du championnat de Promotion de Première Division, le plus bas échelon du football amateur sénior.
Pour pallier le manque de moyens financiers, Mingallon et ses associés (Kamel Iklef, Youssef et Fathi Ben Moussa et Marc De Costanzi) doivent faire preuve d'une grande polyvalence en étant à la fois dirigeants, joueurs, entraineurs du club. Mais le club manque inéluctablement de structures à l'inverse de ses rivaux historiques comme l'AS Saint-Henri, la JSA Saint-Antoine ou encore l'AS Kuhlmann. Mingallon se rend compte de la tâche qu'il reste encore à fournir, mais un homme, Constantin Brau, président du club de l'AS Kuhlmann depuis alors 40 ans, va lui venir en aide. Mingallon va apprendre de son homologue son savoir-faire et son savoir-être dans le football amateur afin de le transposer au modèle de gestion du GS Consolat. Un autre homme va apporter sa pierre à l'édifice consolatien : Eric Lab, le gérant d'un magasin de sport situé rue de la République à Marseille. Sensible au discours des jeunes dirigeants du GS Consolat, ce dernier va leur faire crédit de nombreux équipements (shorts, chaussettes, maillots, ballons) payables en plusieurs fois et sans intérêt. L'équipe première évolue cinq niveaux en dessous du club rival de la JSA Saint-Antoine alors en Division d'Honneur. La Jeunesse Sportive Arménienne (JSA) est à l'époque le club phare des quartiers nord de Marseille. Le stade Jean Lhote ne convenant pas pour recevoir les équipes adverses dans de bonnes conditions, en 1986, la ville permet au club d'utiliser le stade La Rive Verte, localisé au-dessus de la cité Consolat.
En 1996, le club accède à la Division d'Honneur Régionale. Selon certains, le tournant du championnat pour Consolat s'est déroulé en janvier 1996, lors de la victoire 2-0 sur le leader de l'époque, l'US Trets. Pour sa première saison à ce niveau, dans un groupe où elle côtoie de nombreuses réserves, l'équipe termine neuvième sur douze. La saison 1997-1998 est nettement plus intéressante, avec une troisième place à l'issue de la saison.

### Du plus haut niveau régional au plus haut niveau amateur (1999-2011)
À l'issue de la saison 1998-1999, disputée en Division d'Honneur Régionale, dont Consolat termine champion, l'équipe première monte en Division d'Honneur Méditerranée. La Ligue de la Méditerranée de football, l'instance responsable des équipes de DHR et de DH en Méditerranée, impose aux dirigeants de Consolat de disposer d'un stade garantissant les normes de sécurité qui s'imposent pour disputer les matchs séniors à ce niveau. Or, le club n'a pas les ressources financières pour construire un nouveau stade aux normes demandées. La solution trouvée alors est d'utiliser le stade de la JSA Saint-Antoine, le stade La Martine, qui est situé à 2 kilomètres de la cité Consolat. Ce stade ne profite plus à la JSA depuis la rétrogradation du club dans les divisions inférieures départementales. Pour sa première saison à ce niveau, où il côtoie notamment le RC Grasse, l'US Cagnes-sur-Mer et le Sporting Toulon Var, qui vient d'être rétrogradé de National 1998-1999 pour raisons financières, le GS Consolat termine huitième, avec six points d'avance sur le premier relégué.
Pour la saison 2000-2001, Consolat accroche la deuxième place du groupe, à cinq points derrière le Gap HAFC. Pour la deuxième saison à ce niveau, le club termine à la deuxième place du groupe pour la saison 2001-2002, avec 70 points, soit dix de moins que le Sporting Toulon Var. Durant la saison 2002-2003, le club décroche la huitième place du groupe, à 28 points du leader. Consolat est encore à la peine en 2003-2004 en terminant à la septième place, à seize points de l'US Marignane, première du groupe. Pour la saison 2004-2005, le club marseillais reste dans le ventre mou du groupe, terminant encore à la septième place, à sept points du deuxième, promu en CFA 2. Au terme de la saison 2005-2006, la formation marseillaise entraînée par Hakim Malek monte en Championnat de France amateur 2 (D5) en terminant à la première place de la Division d'Honneur Méditerranée, cinq points devant l'Union athlétique valettoise.
Pour sa première saison en CFA 2, le club décroche une satisfaisante cinquième place, un point devant la réserve de l'Olympique de Marseille, mais à 25 points de la première place, qualificative pour le CFA. Durant la saison 2007-2008, la formation phocéenne termine à la dixième place, à neuf points du premier club relégué. Les hommes de Franck Priou parviennent en finale de la Coupe de Provence mais s'inclinent face au FC Rousset cinq tirs au but à quatre après un match nul (4-4).
Pour la saison 2008-2009, le club finit à la huitième place, mais à seulement cinq points du premier relégué, qu'est l'US Endoume. Pour la saison 2009-2010, le club réalise une meilleure saison au niveau des résultats, en accrochant la cinquième place du groupe, à seize points de la réserve de l'AS Monaco, en tête du groupe. C’est lors de la saison Championnat de France amateur 2 de football 2010-2011 que Consolat est promu pour la première fois de son histoire en Championnat de France amateur de football (D4) à la suite de sa deuxième place au classement général, trois points derrière le Football Club Aregno Calvi.

### Les années en CFA (2011-2014)
Après la montée en CFA, l'animateur de M6 Stéphane Plaza a annoncé vouloir apporter un soutien financier et moral au club, qui peut alors se permettre de meilleures ambitions. Toutefois, la première saison à ce niveau est difficile, et le club ne se classe que douzième sur dix-huit dans le groupe C. Cette saison est marquée par le match contre l'AS Cannes, le 14 janvier 2012. La rencontre avait été arrêtée à la 66e minute à la suite d'une bagarre générale qui a éclaté après l’exclusion d’un joueur cannois suivie de l’expulsion de 4 autres joueurs, 2 de chaque équipe et des coups échangés dans les couloirs du stade La Martine. Le match était en effet assez engagé physiquement et une tension pouvait se faire ressentir parmi les joueurs. Le site officiel de l’AS Cannes assurait que des stadiers auraient aussi frappés des joueurs cannois au vestiaire. Finalement, aucun point n'est attribué durant ce match et le Consolat se voit prendre deux points de pénalité. Le club finit finalement douzième de sa poule, avec six points d'avance sur le premier relégué, l'US Le Pontet.
En 2012-2013, le club se classe septième avec 83 points glanés, soit seize de moins que l'Union sportive Colomiers, première du groupe. Le club est éliminé par l'AS Moulins en trente-deuxième de finale de la Coupe de France.
En raison du faible budget du GS Consolat (300 000 €), l'objectif affiché au début de la saison 2013-2014 est le maintien. Toutefois, le club réalise une excellente première moitié de saison grâce notamment à son buteur, l'attaquant international comorien Mohamed M'Changama auteur au total de 13 réalisations en championnat. Malgré des contre-performances pendant l'hiver 2013, le club profite d'une baisse de niveau de la part de ses principaux rivaux, en particulier le Rodez Aveyron Football et le Grenoble Foot 38 pour remonter au classement.

### Les années en National (2014-2018)
Le 24 mai 2014, grâce à sa victoire 3-0 sur la pelouse de l'AS Cannes, le GS Consolat acquiert sportivement le droit de jouer au troisième niveau national pour la première fois de son histoire, avec 78 points, soit un point d'avance sur le Rodez AF.
Le club annonce pour cette saison, le recrutement, en tant qu’entraîneur, de William Prunier, champion de Ligue 2 en 2002-2003 avec le Toulouse Football Club,. La montée du club en National, validée par la Direction nationale du contrôle de gestion, parcourt les médias et la renommée du club se voit accrue. Pour célébrer cet événement, le maire de la ville de Marseille Jean-Claude Gaudin remet la Médaille de la ville à Consolat, durant la même cérémonie que celle de l'équipe féminine de l'Olympique de Marseille.
Lors de la saison 2014-2015, le club marseillais réalise l'exploit de se maintenir en National pour sa première participation dans ce championnat. La saison suivante, il se retrouve sur le podium du National durant la majeure partie de la saison. Le coach Usaï reçoit le trophée Foot-National de meilleur entraineur du National pour la saison 2015-2016.
Cependant, lors des dernières journées de la saison 2015-2016, les hommes de Nicolas Usaï s'inclinent à deux reprises contre Béziers à domicile et sur la pelouse des Herbiers, ce qui les empêche de terminer sur le podium synonyme d'accession à la Ligue 2.
Lors de la saison 2016-2017, Nicolas Usaï quitte son poste d'entraîneur en septembre 2016 au profit de son adjoint, le franco-malien Éric Chelle. Les Marseillais réussissent à battre 3-1 les voisins d'Istres FC après prolongations en 32e de finale de la 100e édition de la coupe de France et atteignent une nouvelle fois les seizièmes de finale de la compétition. Comme lors de la saison précédente et ce malgré un nombre de points égal au troisième, les Marseillais, menés par leur buteur turc Umut Bozok, terminent quatrième à la différence de but, au pied du podium de National. Ils restent sur deux échecs consécutifs pour la montée en Ligue 2, mais terminent à la quatrième place malgré le plus petit budget du championnat.
Pour la saison 2017-2018, le club est contraint de vendre son buteur Umut Bozok au voisin du Nîmes Olympique en Ligue 2. Des éléments importants comme Julien Lopez ou encore Harouna Abou Demba quittent également le club pour d'autres écuries de National. Fin septembre 2017, l'entraineur Eric Chelle démissionne de son poste et se voit remplacer par son adjoint Marc Collat. Le club annonce également l'arrivée de Mamadou Niang en tant qu'entraineur adjoint et de Souleymane Diawara en tant qu'investisseur dans le club. Deux mois plus tard, l'entraîneur Marc Collat et le directeur sportif Djamal Mohamed démissionnent à leur tour.le 22 novembre c’est autour du président Mingallon jean Luc d’être remplacé par Yayaoui rachid. Le 26 novembre 2017, c'est le technicien français Dominique Bijotat qui est nommé à la tête de l'équipe première. Le club est relégué en National 2 à la fin de la saison 2017-2018 après une saison terminée à l'avant-dernière position au classement.

### Rétrogradations et nouvelle identité (2018)
De retour en National 2 pour la saison 2018-2019, le club décide de changer de nom pour se nommer désormais Athlético Marseille. Le club qui souhaite représenter Marseille dans son ensemble, et non plus uniquement un quartier de la ville, que représentait Consolat, ambitionne de remonter le plus rapidement possible dans la division supérieure.
Après n'avoir terminé que 5e du championnat de National 2 malgré la présence de Pape Ibnou Ba qui inscrit 26 buts, le club est rétrogradé administrativement en National 3.
Début 2019, l'ancien agent de joueurs Karim Aklil est nommé président. Lors de la saison 2019-2020, le club termine à la première place de son groupe de National 3 mais subit une nouvelle rétrogradation administrative. En effet, le 9 juin, la FFF décide de rétrograder le club en Régional 2 pour des irrégularités financières : les comptes de la saison 2018-2019 n'ont pas été certifiés, l'origine de certaines recettes interroge, et une fausse lettre de Renaud Muselier est présentée pour justifier des subventions à venir,,. Après avoir fait recours en appel, le club reste finalement en National 3. La FFF interdit à Karim Aklil d’être licencié pour une durée de 10 ans.
À l'issue de la saison 2021-2022, le club marseillais est relégué en Régional 1. En grande difficulté financière, il dépose son bilan et la justice liquide l’association le 1er juillet 2022.

## Identité du club

### Couleurs
Choisies dès la fondation du club, les couleurs jaunes et vertes symbolisaient à la fois la lumière et l'espérance. Elles trouvaient également un écho dans l'architecture de la cité Consolat, construite en pierre du Gard et dont les volets étaient de couleur verte.
| Maillots 2017-2018 (Consolat) |           |
| ----------------------------- | --------- |
| Domicile                      | Extérieur |

À partir de la saison 2018-2019, la première sous la dénomination de l'Athlético Marseille, le club évoluait à domicile en bleu marine rayé verticalement de bleu foncé (reprenant le motif du logo); et à l'extérieur en blanc.
| Maillots 2018-2019 (Athlético) |           |
| ------------------------------ | --------- |
| Domicile                       | Extérieur |

### Logos
Le blason du club est une reprise de celui du FC Barcelone. Les formes du blason sont exactement les mêmes que celles du club catalan. Cependant, des différences demeurent. La croix d'azur remplace la croix de saint Georges et des rayures jaunes et vertes, couleurs des maillots du club, remplacent les rayures blaugrana. Seul demeure le drapeau sang et or qui représente aussi bien les couleurs du drapeau de la Catalogne que celles du drapeau de la Provence.

Ancien blason
Ancien blason (2018-2020)
Ancien blason (2020-2022)

## Palmarès et records

### Palmarès
Le tableau suivant récapitule les performances de Marseille Consolat dans les diverses compétitions françaises et européennes.
| Compétitions nationales                                 | Compétitions régionales                                                  |
| ------------------------------------------------------- | ------------------------------------------------------------------------ |
| - Championnat de France D4 - Vainqueur de groupe : 2014 | - Championnat de Méditerranée (Division d'Honneur) (1) - Champion : 2006 |

### Parcours en Coupe de France
Le 26 novembre 2000, le GS Consolat entraîné par Jean-Luc Cassini, pensionnaire de la Division d'Honneur, reçoit au stade La Martine l'AS Cannes de Roland Gransart alors en Division 2 pour le compte du septième tour de la Coupe de France. Après avoir tenu la dragée haute au club de la Côte d'Azur, les Marseillais menés par Fethi Ghomari et Salah Nasri s'inclinent 2-1 après prolongations.
Lors des tours préliminaires de la Coupe de France de football 2008-2009, Consolat arrive à se hisser au quatrième tour avant d'être battu aux tirs au but 4 à 3, contre le SC Montredon Bonneveine.
En 2009-2010, le club arrive au cinquième tour de la Coupe de France et perd contre Fréjus Saint-Raphaël sur le score de 4 à 0. Lors de l'édition 2010-2011, le club sort dès le troisième tour en perdant contre l’ES Pennoise sur le score de 4 buts à 1. En 2011-2012, Consolat est éliminé au quatrième tour de la Coupe de France en perdant contre l'Aubagne Football Club sur le score de 5 à 2 après prolongations.
C’est en 2012-2013 que le club atteint les trente-deuxièmes de finale pour la première fois et est opposé à Moulins. Le club marseillais s’incline aux tirs au but (3 tirs au but à 5) alors que le club menait pourtant 1 à 0 jusqu’à la 90e minute, avant que l’attaquant moulinois Jawad El Hajri n’égalise. En 2013-2014, Consolat est éliminé dès le septième tour de la compétition en s’inclinant 1 à 0 face aux voisins marseillais de l’AS La Cayolle.
Lors de l'édition 2014-2015, le club dépasse pour la première fois de son histoire le cap des trente-deuxièmes de finale après y avoir battu le club professionnel de l'AC Ajaccio, évoluant en Ligue 2, sur le score de 3-0 au stade La Martine,, mais s'inclinera en seizièmes de finale sur le score de 2-0 au stade Bauer face au Red Star. L'année suivante, le club est sorti dès le septième tour par Évian Thonon Gaillard (L2).

### Bilan sportif
Jusqu'en 1999, le club évolue dans les divisions de la Ligue de la Méditerranée de football. De 1999 à 2006, le GS Consolat évolue en Division d'Honneur, dont il obtient le titre cette année-là. Consolat compte cinq saisons en CFA 2 et trois saisons en CFA.
Le club n'a jamais disputé les championnats professionnels de premier ou second niveau; le plus haut niveau atteint par l'équipe première étant le National (D3), auquel le club participe depuis 2014.
| Championnat                    | Saisons | Titres | J   | G  | N  | P  | Bp  | Bc  | Diff |
| ------------------------------ | ------- | ------ | --- | -- | -- | -- | --- | --- | ---- |
| National (2014-2018)           | 3       | 0      | 102 | 43 | 22 | 37 | 143 | 142 | +1   |
| CFA (2011-2014)                | 3       | 1      | 96  | 37 | 31 | 28 | 137 | 127 | +11  |
| CFA 2 (2006-2011)              | 5       | 0      | 150 | 61 | 37 | 52 | 221 | 201 | +20  |
| Division d'Honneur (1999-2006) | 7       | 1      | 180 | 77 | 51 | 52 | 278 | 249 | +29  |

Mise à jour : 4 juin 2016
Le tableau ci-dessous récapitule le bilan par saison du club en championnat et Coupe de France depuis 1996 :

## Personnalités du club

### Historique des présidents
Le tableau suivant recense l'ensemble des différents présidents du club depuis sa création en 1964.
| Rang | Nom                            | Période   |
| ---- | ------------------------------ | --------- |
| 1    | Jean Manigand                  | 1964-1970 |
| 2    | Alfred Delouche                | 1970-1972 |
| 3    | Joseph Riquelme                | 1972-1978 |
| 4    | François Ortega                | 1978-1983 |
| 5    | Antoine Tramutola              | 1983-1984 |
| 6    | Jean-Luc Mingallon             | 1984-2018 |
| 7    | Rachid Yahiaoui                | 2018-2019 |
| 8    | Karim Aklil                    | 2019-2020 |
| 9    | Bruno Mansio                   | 2020-2022 |
| 10   | Jean-Luc Mingallon Salah Nasri | 2022      |

### Historique des entraîneurs
En 1995, en PHA de la Ligue de la Méditerranée de football, l'équipe première est entraînée par Amar Layechi. Le futur recruteur et entraîneur de l'Olympique de Marseille, José Anigo prend sa suite la saison suivante en DHR. Le terrain principal du GS Consolat a par ailleurs été nommé en son honneur.
Arrivé en Division d'Honneur, Jean-Luc Cassini succède à Anigo en 1999. Après son départ, il entraînera également l'US Endoume avant de prendre en charge des équipes de jeunes de l'Olympique de Marseille. Par la suite, en 2002, Didier Camizuli prend brièvement la tête de l'équipe première avant d'être remplacé par Hakin Malek, d'abord comme entraîneur-joueur, puis comme entraîneur à temps plein.
Malek restera entraîneur durant quatre ans, avant d'être remplacé par Franck Priou, ancien joueur de l'AS Cannes et du FC Mulhouse, qui officie pendant la saison 2007-2008, disputée en CFA 2. La saison suivante, l'ancien joueur Sétois Bernard Rodriguez occupe le poste d'entraîneur. C'est sous la tutelle de Miloud Hamdi, ancien entraîneur de l'ES Vitrolles, que le club monte en CFA.
En 2011, Hamdi démissionne et part « avec (s)es principes, (s)a fierté ». C'est Bernard Bouger, ancien attaquant professionnel et ancien entraîneur de Villemomble Sports qui le remplace, avant de démissionner à son tour, après seulement trois mois. La saison 2011-2012 est donc terminée par Hakim Malek, nommé pour la seconde fois.
Pour la saison 2012-2013, Hakim Malek forme un duo d'entraîneur avec l'ancien entraîneur de Pacy Vallée d'Eure Football Gaëtan Hardouin, qui démissionne quelques mois plus tard. Pour la troisième fois, Hakim Malek reviendra au club pour la saison 2012-2013. Durant l'été 2013, le club obtient la signature de Léon Galli, entraîneur reconnu et expérimenté, ainsi que de Didier Camizuli, les deux hommes ayant travaillé longtemps ensemble, que ce soit à l'US Endoume ou au SO Cassis Carnoux. Le duo démissionne après la montée du club en National, à la suite d'un désaccord avec le club. En 2014, pour la première saison en National, l'ancien international français William Prunier prend la suite du duo. Toutefois, en raison des mauvais résultats de l'équipe, Prunier est limogé et remplacé par Nicolas Usaï fin octobre 2014. Le coach marseillais annonce sa démission le 16 septembre 2016 et se voit remplacer par Éric Chelle. Un an plus tard, Éric Chelle démissionne et est remplacé par son adjoint Marc Collat qui ne restera que deux mois sur le banc marseillais.
| Rang | Nom               | Période               |
| ---- | ----------------- | --------------------- |
| 1    | Amar Layechi      | 1995 - 1996           |
| 2    | José Anigo        | 1996 - 1997           |
| 3    | Jean-Luc Cassini  | 1999 - 2002           |
| 4    | Didier Camizuli   | 2002 - 2003           |
| 5    | Hakim Malek       | 2003 - 2007           |
| 6    | Franck Priou      | 2007 - 2008           |
| 7    | Bernard Rodriguez | 2008 - 2009           |
| 8    | Miloud Hamdi      | 2009 - déc. 2011      |
| 9    | Bernard Bouger    | déc. 2011 - jan. 2012 |

| Rang | Nom                         | Période               |
| ---- | --------------------------- | --------------------- |
| 10   | Hakim Malek                 | jan. 2012 - juin 2012 |
| 11   | Hakim Malek Gaëtan Hardouin | juin 2012 - oct. 2012 |
| 12   | Hakim Malek                 | 2012 - 2013           |
| 13   | Léon Galli Didier Camizuli  | 2013 - 2014           |
| 14   | William Prunier             | 2014 - oct. 2014      |
| 15   | Nicolas Usaï                | oct. 2014 - sep. 2016 |
| 16   | Éric Chelle                 | sep. 2016 - sep. 2017 |
| 17   | Marc Collat                 | sep. 2017 - nov. 2017 |

| Rang | Nom               | Période                     |
| ---- | ----------------- | --------------------------- |
| 18   | Sébastien Seguin  | nov. 2017                   |
| 19   | Dominique Bijotat | depuis nov. 2017 - mai 2018 |
| 20   | Nicolas Usaï      | juillet 2018 - octobre 2018 |
| 21   | Léon Galli        | octobre 2018 - 2019         |
| 22   | Farid Fouzari     | 2019 - 2020                 |
| 23   | Fabrice Huart     | 2020 - 2021                 |
| 24   | Jimmy Turi        | 2021 - 2022                 |

### Joueurs emblématiques
| Rang | Nom               | Buts | Matchs | Carrière au club                    |
| ---- | ----------------- | ---- | ------ | ----------------------------------- |
| 1    | Anthony Arlaud    | 44   | 125    | 2003 - 2004 2006 - 2007 2010 - 2015 |
| 2    | Fabrice Apruzesse | 22   | 41     | 2010 - 2012                         |
| 3    | Julien Lopez      | 21   | 82     | 2013 - 2014 2015 - 2017             |
| 3    | Yamin Amiri       | 21   | 140    | 2010 - 2013 2015 - 2022             |
| 3    | Abdoul Diawara    | 21   | 61     | 2014 - 2018                         |

| Rang | Nom             | Matchs | Carrière au club                    |
| ---- | --------------- | ------ | ----------------------------------- |
| 1    | Salim Mramboini | 159    | 2010 - 2017 2018 - 2022             |
| 2    | Yamin Amiri     | 140    | 2010 - 2013 2015 - 2022             |
| 3    | Marek Amiri     | 136    | 2013 - 2018                         |
| 4    | Anthony Arlaud  | 127    | 2003 - 2004 2006 - 2007 2010 - 2015 |
| 5    | Salim Laassami  | 125    | 2009 - 2010 2011 - 2014 2014 - 2018 |

Au cours de son histoire, le club marseillais a compté dans ses rangs plusieurs joueurs qui ont marqué de leur empreinte l'histoire du GS Consolat. Au rayon des meilleurs buteurs, c'est l'attaquant français Anthony Arlaud qui occupe la première place avec 44 réalisations suivi de l'attaquant français Fabrice Apruzesse auteur de 22 réalisations sous le maillot vert.
En 2001, le club, alors en Division d'Honneur, enregistre l'arrivée de Jean-Christophe Marquet, qui a notamment joué 112 matchs avec l'Olympique de Marseille. Marquet quitte Consolat en 2003 pour l'US Marseille Endoume. En 2007, le joueur d'Endoume Raphaël Romey s'engage avec Consolat. Il jouera par la suite au Stade olympique romorantinais, au Sporting Toulon Var, et en Ligue 2 avec le Gazélec Football Club Ajaccio, club avec lequel il atteindra les demi-finales de la Coupe de France de football 2011-2012.
D'autres anciens olympiens joueront pour le GS Consolat. C'est le cas de Guillaume Deschamps, qui signe en 2008 au Consolat. Il restera une saison avant de partir à l'AS Gémenos. D'abord joueur du club en 2003-2004, le meneur de jeu Salah Nasri, oncle de Samir Nasri, effectue son retour dans les quartiers nord de la cité phocéenne en 2008. Il disputera 5 saisons sous le maillot de Marseille Consolat avant de raccrocher les crampons en 2013 puis de devenir conseiller du président en 2015. En 2010, le milieu défensif Christophe Cazarelly, qui a joué 252 matchs en Ligue 2, s'engage avec Consolat qui sera son dernier club. Cazarelly apporte donc son expérience au club une saison, en CFA 2.
En 2011, après la montée en CFA, le GS Consolat enregistre l'arrivée d'Ahmed Yahiaoui, ancien international français U17, dont les différentes expériences en tant que professionnel se soldèrent toutes par des échecs. Il réalise une excellente saison après laquelle il quitte directement Consolat. Lors de la saison 2010-2011, le club engage l'international comorien Djamal Mohamed pour apporter de l'expérience à un groupe assez jeune qui évolue en CFA2. À l'issue de cette saison, il connaitra une montée en CFA, une étape historique dans l'histoire de Consolat. En 2014, à l'issue de sa carrière de joueur, il devient directeur sportif du club.
En 2012-2013, Consolat compte dans son effectif Noël Sciortino, international de football de plage, champion du monde avec l'équipe de France en 2005. Il occupait également le poste d'entraîneur adjoint. La même saison, l'ancien olympien et international sénégalais, Lamine Sakho signe au Consolat pour une durée de seize mois.
Lors de la première saison du club en National en 2014-2015, l'ailier droit comorien Faïz Selemani s’est révélé en National et a permis au club marseillais d'obtenir le maintien après un début de saison catastrophique entraînant le limogeage de William Prunier,. La saison suivante, c'est l'international comorien Youssouf M'Changama qui réalise une saison de haut niveau en inscrivant sept buts en National dont certains buts de plus de vingt mètres en dehors de la surface de réparation. Fort d'une saison accomplie à tous les niveaux, le joueur rejoint la Ligue 2 pour la saison 2016-2017 et paraphe un contrat de deux saisons avec le club corse du Gazélec Ajaccio. Le club marseillais a également compté dans ses rangs l'international ivoirien Guy Demel qui aura fait 4 apparitions sous le maillot vert et jaune avant de rejoindre le Red Star FC en Ligue 2 en janvier 2017.

## Structures du club

### Structures sportives

#### Stades

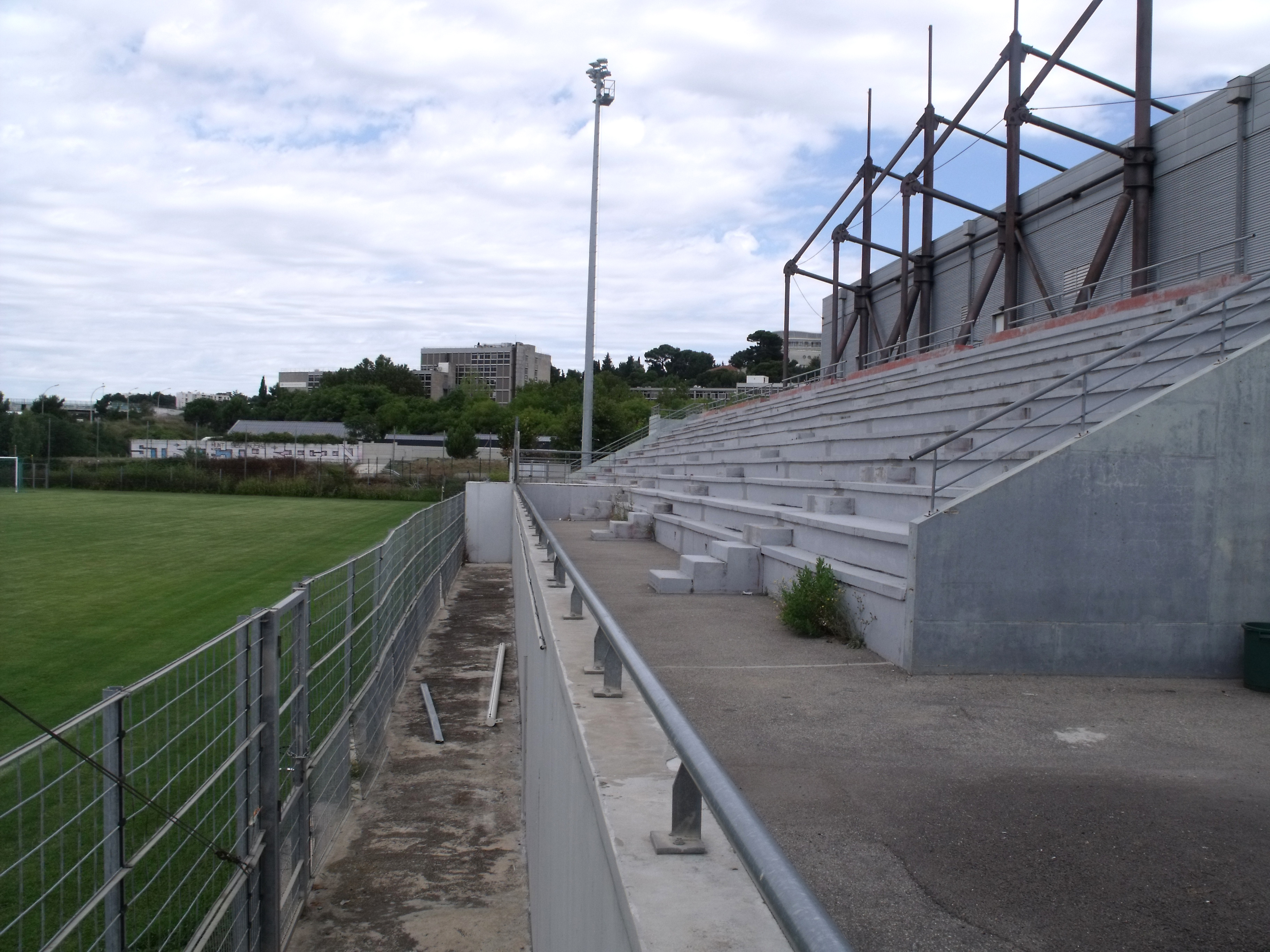
Tribune du stade La Martine.

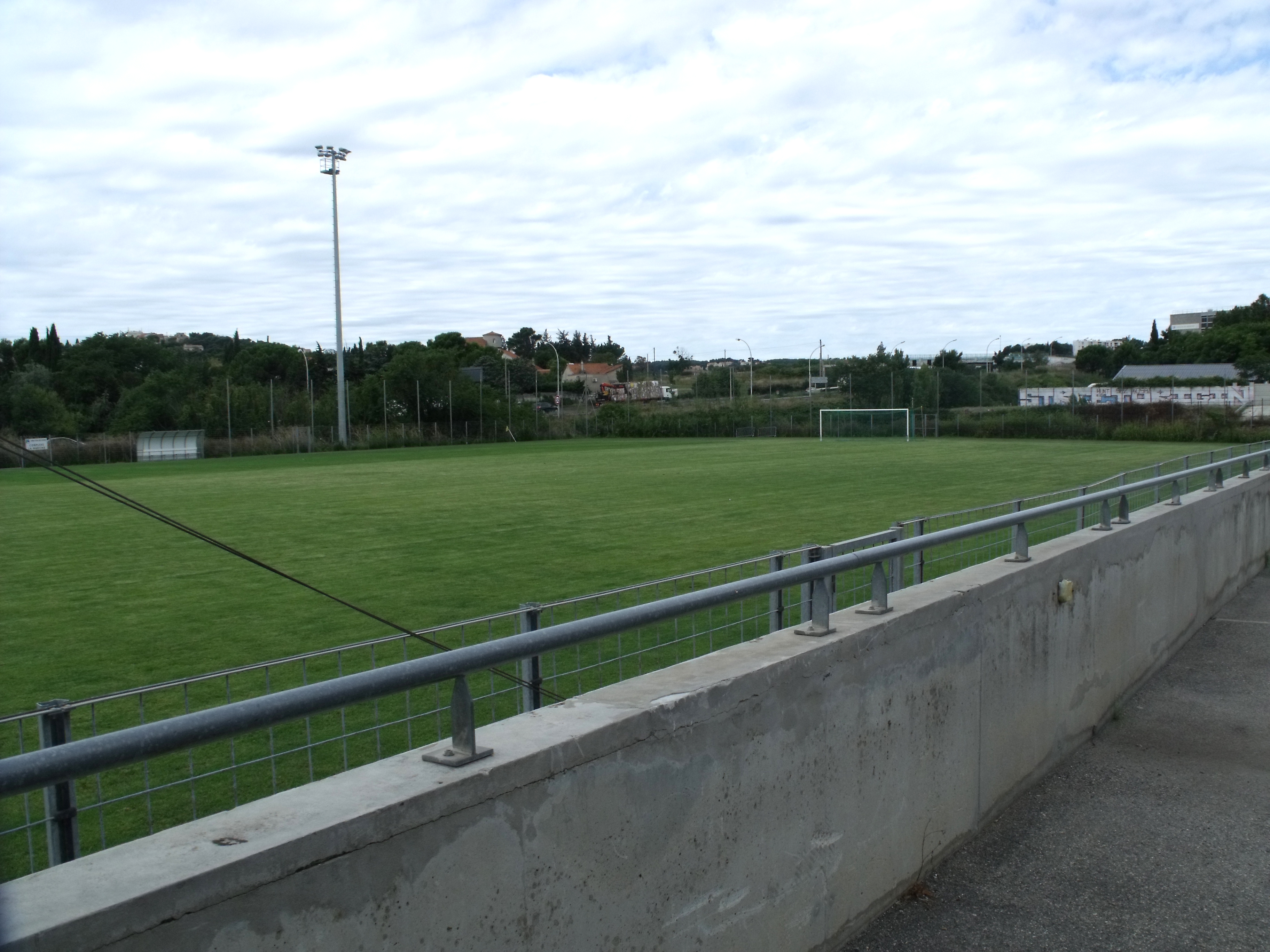
Vue depuis la tribune du stade La Martine.

Le deuxième club de la cité phocéenne joue ses matchs à domicile au stade La Martine en ce qui concerne l'équipe première, situé chemin de la Martine, dans le 15e arrondissement de Marseille. Il s'agit d'un stade muni d'une pelouse naturelle et d'une capacité d'environ 2000 places, mais dont les installations font aujourd'hui cruellement défaut. Pour la montée en National, lors de la saison 2014-2015, la ville de Marseille a dû entreprendre des travaux de mise en conformité. En effet, le stade n'est pas homologué aux normes du National. Les points défaillants concernent le manque d'éclairage, les installations vétustes et l'absence de salle pour les conférences de presse d'après-match. Le coût d'une mise aux normes du stade serait de 170 000 €, selon La Provence.
Le club dispose également du stade José Anigo, anciennement dénommé stade Jean Lhote, muni d'un gazon synthétique, situé 2 place François de Pelissot, du stade de la Rive Verte au 88 chemin de Saint-Louis au Rove à Marseille dans le 15e arrondissement, muni également d'un gazon synthétique et du Stade Roger Couderc, situé aussi dans le 15e arrondissement de Marseille, muni d'un gazon synthétique.

#### Équipes juniors
Les équipes juniors ne jouent pas au stade La Martine, comme l'équipe première, mais jouent au stade José Anigo, ou au Stade de la Rive verte. Étant un club peu célèbre, le centre de formation n'a jamais accueilli de joueurs de renom, mais la position du club dans la ville, permet à des enfants défavorisés des quartiers nord de Marseille, de jouer pour un club de football à un plus bas coût que l'Olympique de Marseille, club phare du grand sud-est français.

## Aspects juridiques et économiques

### Aspects juridiques

#### Statut juridique et dénomination du club
Le club a son siège au 2 place François-de-Pelissot, au stade José Anigo, dans le 15e arrondissement de Marseille. Son président est Jean-Luc Mingallon. Le club est affilié sous le numéro 520230 à la Ligue de la Méditerranée de football et au district des Bouches-du-Rhône, qui correspond au département des Bouches-du-Rhône.
Contrairement à beaucoup d'autres clubs, le GS Consolat n'a jamais changé de nom, malgré un demi-siècle d'existence. En effet, il est dénommé depuis sa création en 1964, Groupe sportif Consolat. Mais le club est plus régulièrement appelé GS Consolat, Consolat Marseille Marseille Consolat, ou même GS Consolat Marseille. Le club est aussi surnommé le club marseillais des quartiers Nord, en référence à sa position géographique. Dès sa création, le club envisage d'être le deuxième club de Marseille.

#### Organigramme
Rachid Yahiaoui est président du club, Salah Nasri est quant à lui directeur général.

### Aspects économiques

#### Éléments comptables
Pour la saison 2011-2012, première disputée en CFA, le club a un budget de 200 000 €. En septembre 2011, le groupe immobilier Era-CTI, avec Stéphane Plaza, entre au capital du club en y apportant notamment 150 000 € de garantie financière.
En 2013, le club comporte 517 licenciés, dix employés et trente bénévoles. Une licence coûte alors 150 €. Son budget lors de la même année est de 300 000 €, dont 45 000 € de subventions municipales, 25 000 € de subventions du département Bouches-du-Rhône, et 55 000 € de la région Provence-Alpes-Côte d'Azur..
Pour sa première saison en National, le club voit son budget augmenté à hauteur de 800 000 €. En octobre 2014, la mairie de Marseille vote une subvention de 80 000 € accordée au club. Malgré le maintien en National la saison suivante, le budget du club est diminué à 600 000 euros, ce qui en fait largement le plus petit de tout le championnat.
Chaque saison, le GS Consolat publie son budget prévisionnel de fonctionnement après validation auprès de la DNCG, l'instance qui assure le contrôle administratif, juridique et financier des associations et sociétés sportives de football afin d'en garantir la pérennité. Le budget prévisionnel d'un club s'établit en amont de l'exercice à venir et correspond à une estimation de l'ensemble des recettes et des dépenses prévues par l'entité. Le tableau ci-dessous résume les différents budgets prévisionnels du club marseillais saison après saison.
| Saison | 2011-2012 | 2012-2013 | 2013-2014 | 2014-2015 | 2015-2016 | 2016-2017 | 2017-2018 | 2018-2019 |
| Budget | 200 k€    | 350 k€    | 300 k€    | 800 k€    | 600 k€    | 600 k€    | 800 k€    |           |

Selon Karim Zéribi, député européen de 2012 à 2014, « les collectivités territoriales n’aident pas ce club comme il le mériterait. ». L'homme politique de Europe Écologie Les Verts trouve honteux que la rénovation du Stade Vélodrome de l'Olympique de Marseille coûte 267 millions d'euros aux contribuables et que Consolat « n’ait pas un stade digne de son rang ». Il critique la municipalité qui « ne fait pas ce qu’il faut en matière d’infrastructures sportives ». Zéribi propose « un stade de 10 000 places multi-activités qui serait mis à la disposition du sport amateur et du GS Consolat en particulier » pour la somme de 15 000 000 €.

#### Sponsoring
En 2011, année de la montée en CFA du club, Jean-Luc Mingallon et son équipe bénéficient du soutien financier de l'animateur de M6, Stéphane Plaza. Plaza est dans la même ligne que Mingallon concernant l'objectif du club, c'est-à-dire de devenir professionnel. Passionné de football et supporteur de l'Olympique de Marseille, Plaza a d'abord eu des contacts avec le club de Hyères, avant de choisir Consolat. L'animateur souhaite « apporter un coup de pouce financier. »,. Toutefois, l'animateur et le groupe ERA-CTI se désengagent au bout d'un an.
Depuis la saison 2013-2014 en CFA, le club marseillais évolue avec l'équipementier Patrick.
Pour sa première saison en National, le club marseillais peut compter sur plusieurs partenaires comme la ville de Marseille, le Conseil général des Bouches-du-Rhône, la région PACA, les marques Wati B, Derichebourg, McDonald's, Intermarché, Radio Star, Sud Laser, Sporting Line, PCT Conseils, Architecture Durable Novatrice, l'équipementier Patrick et les Cuistots du Cœur.

## Soutien et image

### Vocation sociale du club
Longtemps considéré comme un « club de voyous », Mingallon souhaite changer cette image dès son arrivée comme président, en 1983.
Le club, décrit par l'ancien entraîneur Hakim Malek comme « le club des pauvres », n'a que peu de moyens à allouer à la formation, mais constitue néanmoins un « canalisateur positif » dans un quartier en manque de repères pour sa jeunesse. En outre, en 2013, le GS Consolat regroupe 517 jeunes, qui participe à l'établissement d'une meilleure cohésion sociale dans le quartier, réputé difficile. Les éducateurs du club mettent un point d'honneur à enseigner le respect aux jeunes qu'ils encadrent, y compris au-delà des terrains de sport. Le GS Consolat souffre des amalgames liées à la mauvaise réputation des quartiers nord.
Plus largement, le GS Consolat amène de l'encadrement à des jeunes qui, sinon, pourraient se tourner facilement vers la délinquance. Par ailleurs, quand on demande à Mingallon quels sont les lieux de rencontres et de socialisation dans le quartier Consolat, il répond : « Ouais, les terrains de foot. C’est tout. Y a pas de forum spécial ou de maison des associations, y a rien. Y a des terrains de foot, point barre. ».
Il existe toutefois une amertume sur le fait que l'Olympique de Marseille, avec un budget de 125 millions d'euros, bénéficie d'aides au dimorphisme flagrant par rapport à celles que touche le GS Consolat, au point que la majorité des infrastructures du club, que ce soient les vestiaires, terrains en synthétique, etc. ont été autofinancées par le club.
Les objectifs affichés par le club pour les jeunes joueurs est d'« intégrer les jeunes des quartiers nord dans le respect des règles de groupe », mais aussi de « prendre en charge les jeunes voulant jouer au football sans aucun souci de niveau. ».

### Amitiés
L'esprit du GS Consolat n'est pas un esprit de rivalité envers le premier club de la ville, l'Olympique de Marseille. Même si selon Hakim Malek, l'ancien joueur et entraineur du club, Consolat est « le club des pauvres », du nord de la ville et l'Olympique de Marseille, celui des riches, l'ancien joueur olympien devenu entraineur du Consolat, William Prunier déclare que l'objectif est de tisser un nouveau partenariat avec l'OM. Toutefois, les négociations engagées avec l'Olympique de Marseille, portant sur des prêts de jeunes joueurs sont restées sans suite.
L'US Le Pontet, entrainé par Hakim Malek en 2013, ancien entraineur de Consolat, réalise un « duel entre amis » lors des matchs de CFA. En effet, l'entraineur vauclusien n'a « aucune animosité envers son ancien club. ». Le Pontet, malgré le fait d'être dans la même Ligue que le Consolat, lie donc une amitié quelque peu particulière avec Consolat, depuis que Malek a pris les rênes du club.
Consolat qualifie le club marseillais de l'AS La Cayolle, en ces termes : « La Cayolle est un club marseillais ami. », lors de l'avant-match du septième tour de la Coupe de France 2013-2014 gagné par La Cayolle. Malgré l'enjeu, Consolat forge son amitié avec le club par le « football marseillais. ».
Le club lie un partenariat avec le club du SC Air Bel, à Marseille, pour un projet éducatif de formation des jeunes.

### Affluences et supporters
Les moyennes d'affluence du club restent, comme le club en lui-même, proches de celles d'un club de quartier. En 2011-2012, on comptait 184,4 spectateurs en moyenne au stade La Martine de Consolat avec une affluence record de 500 spectateurs lors de la réception de la réserve de l’AS Monaco. Les matchs ayant le moins attiré de spectateurs sont ceux face à l'ES Uzès Pont du Gard, l'US Colomiers et l’US Le Pontet avec 70 spectateurs.
Lors de la saison 2012-2013, l’affluence moyenne au stade La Martine s’élevait à 97,8 spectateurs. Le match ayant attiré le moins de spectateurs est celui contre la réserve de l’AS Monaco où on dénombrait seulement 40 spectateurs présents et celui ayant le plus déplacé les foules est celui face au FC Martigues avec 200 spectateurs.
Aucun groupe de supporters n'existe actuellement autour du GS Consolat. La localisation du stade de La Martine où évolue le club phocéen, la vétusté des installations, la faible capacité de remplissage de la tribune (seulement 1 990 places), et l'omnipotence de l'Olympique de Marseille dans le paysage footballistique local sont les principales causes de cette absence de groupes de supporters et de véritable engouement autour du club.

## Rivalités
En 2016, Marseille compte plus de cent clubs de football, dont l'Olympique de Marseille et l'US Endoume. Des derbys opposant la réserve de l'OM ou l'US Endoume au GS Consolat ont marqué les années 1990 et 2000 mais il n'y a jamais eu de rencontre officielle opposant directement le GS Consolat à l'équipe première de l'OM.
Consolat est devenu le deuxième club de Marseille, derrière l’Olympique de Marseille en Ligue 1, en dépassant le voisin de l’US Endoume, qui joue en 2015-2016 en Division d'Honneur. À l'époque où Consolat évoluait en Division d'Honneur et en CFA 2, les derbys marseillais constituent des points d'orgue des championnats. Ceux-ci se jouaient majoritairement contre la réserve de l'Olympique de Marseille ou contre l'US Endoume.
En septembre 2007, le derby contre la réserve de l'OM a un véritable enjeu sportif, puisqu'il oppose le deuxième et le troisième du groupe D de CFA 2. Fin 2013, alors que la réserve de Consolat retrouve l'US Endoume en DHR dans un derby attendu, l'entraîneur Sébastien Seguin affirme « j'ai joué à Endoume, entraîné à Endoume, je suis ami avec Stéphane Haro, bref il y aura énormément de retrouvailles lors de ce match ».